# Stephen Furst
Stephen Furst, född Stephen Nelson Feuerstein den 8 maj 1954 i Norfolk i Virginia, död 16 juni 2017 i sitt hem i Moorpark i Kalifornien, var en amerikansk skådespelare, regissör och producent. Efter att ha haft en mindre roll som Kent "Flounder" Dorfman i komedifilmen Deltagänget samt i dess spinoff-serie Delta House fick han rollen som Dr. Elliot Axelrod i sjukhusdramat St. Elsewhere (på svenska även kallad Akuten) som han spelade mellan 1983 och 1988. Senare fick han rollen som Vir Cotto i science fiction-serien Babylon 5 och spelade denna roll mellan 1994 och 1998. Andra märkbara filmroller som han har haft är i Midnight Madness (1980), Dödsmaskinen (1982) och Hjärngänget (1989). 
Furst dog till följd av komplikationer relaterade till diabetes.